# Consulat général du Liban à Marseille
Le Consulat Général du Liban à Marseille est une représentation consulaire de la République libanaise en France. Il est situé avenue du Parc Borely, à Marseille, en Provence-Alpes-Côte d'Azur.